# Église Saint-Nicolas (Hvidovre)
Pour les articles homonymes, voir Église Saint-Nicolas.
L’église Saint-Nicolas de Hvidovre (danois : Sankt Nikolai Kirke) est une église située dans la ville de Hvidovre, dans la région de Hovedstaden au Danemark.

## Histoire
Construite à l'initiative et sur les fonds de la communauté catholique (minoritaire), l'église Saint-Nicolas de Hvidovre est l'œuvre de l'architecte Johan Otto von Spreckelsen. Elle a été primée par la commune de Hvidovre.

## Description
Elle se trouve à l'angle formée par une rue résidentielle calme et l'une des vies principales de la commune. L'isolation acoustique a dû être particulièrement soignée.
Le bâtiment est en briques jaunes. La toiture, présentant une forte pente, est recouverte de bardeaux bitumés.